# 건지로 (인천)
건지로는 인천광역시 서구 석남동에서 가좌동까지 이르는 인천광역시의 도로로, 총 연장은 4.281 km이다.

## 통과하는 지자체
- 서구
  - 석남동 - 가좌동

## 통과하는 도로
- 원석로
- 중봉대로 (국가지원지방도 제84호선의 일부)
- 봉수대로
- 염곡로
- 가정로
- 가남로 (국도 제6호선, 국도 제77호선, 국가지원지방도 제98호선의 일부)
- 인천대로[1]
- 서달로
- 원적로
- 장고개로

## 철도 연계역
- 인천 도시철도 2호선 : 서부여성회관역

## 주변에 있는 시설들
- 부광로지스
- 대민목재
- 우성NCT상사
- 토탈덴트칼라
- 북항고가교
- 바로크가구 종합전시장
- 한국교통안전공단 서인천검사소
- 해성타이어 금호점
- 캐딜락 인천서비스센터
- 선진금속
- 파리크라상
- 서해자동차운전학원
- 동양이지텍
- SK문화주유소
- 삼영물류
- 석남도금단지
- 한양공구
- 대신화학
- 세진산업
- 봉신 가좌공장
- 한국타이어 서비스센터 영진상사점
- 광림자동차
- 한신기연
- 청라푸드
- 우리자동차공업사
- 대한석탄공사 인천사무소
- 10년타기정비센터 석남점 한국타이어
- 현대오일뱅크 용정 에너지주유소
- 뉴월드피싱
- GS칼텍스 태양LPG충전소
- 엘케이푸드
- 우리철강
- 지오우드텍
- 대원산업
- 대양목재
- 경인양행 본사
- 현대토탈카센타
- 석남동 경남아너스빌
- 아트시티 오피스텔 A, B동
- GS25 가좌스카이점
- 가좌코오롱하늘채메트로오피스텔
- 인천석남서초등학교
- 인하메디컬센터
- 삼성종합동물병원
- 가좌동 쌍마아파트
- 석남동 동아아파트
- 이마트24 인천석남점
- 인천가좌1동우편취급국
- 케이모텔
- 풍경채
- 서인천중앙교회
- 산들맨션
- 진흥빌라
- 한국타이어 탑모터스점
- 인천석남중학교
- 형제카센타
- 작은정원 쭈꾸미볶음
- SK성우셀프주유소
- 그린산부인과
- 투썸플레이스 인천가좌점
- 서부주야간 노인보호센터
- 희망그린타운
- NH농협은행 인천가좌지점
- 가좌범양아파트 상가
- 영광교회